# ユーリエフ・ポリスキー
座標: 北緯56度30分 東経39度41分 / 北緯56.500度 東経39.683度

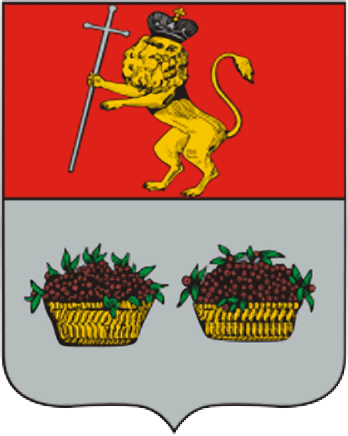
ユーリエフ・ポリスキー市の紋章

ユーリエフ・ポリスキー（ロシア語:Ю́рьев-По́льский；Yuryev-Polsky）は、ロシア連邦・ヴラジーミル州の古都。人口は1万7276人（2021年）。州都ウラジーミルから北西68kmの位置にあり、クリャージマ川支流のコロクシャ川上流に面する。

## 歴史

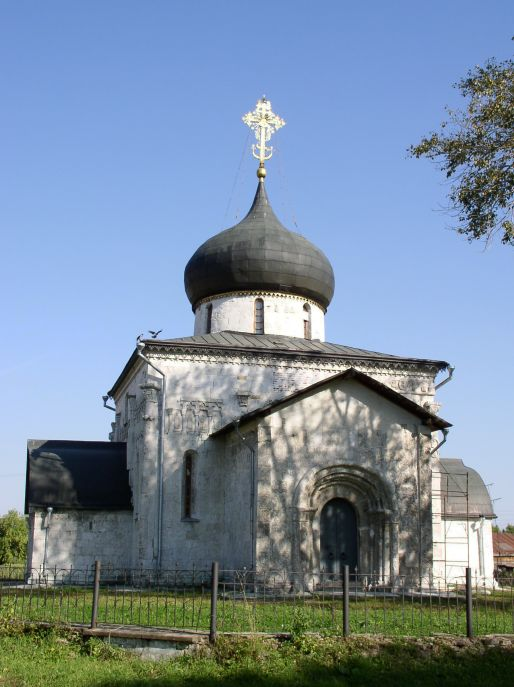
聖ゲオルギウス聖堂（1230年 - 1234年）。モンゴル襲来直前に建てられた石造建築

ユーリエフ・ポリスキーは、1152年にユーリー・ドルゴルーキー公により建設された。ユーリエフとは、ユーリー公の守護聖人である聖ゲオルギウスを意味しており、一方ポリスキーは「草原の」を意味し、この地方の名称でもある（オポーリェ地方、別名ザリエーシェ地方）。これは他のユーリエフを称する町との区別のためにつけられていた（エストニアにある現在のタルトゥは、当時はユーリエフと呼ばれ、森に囲まれた要塞都市であった）。同時期にユーリー・ドルゴルーキーによって作られたとされる町々と同じく、ユーリエフ・ポリスキーも中心にクレムリ（城塞）のある城郭都市であった。
1212年のウラジーミル・スーズダリ大公フセヴォロド3世の死後、ユーリエフ・ポリスキーは六男のスヴャトスラフに与えられた。1216年にウラジーミル・スーズダリ大公の座を巡り行われた大規模な戦闘・リピツァの戦いはこの付近で起きた。スヴャトスラフは現在のユーリエフ・ポリスキーの町のランドマークともなっている聖ゲオルギウス聖堂を建設させた。これはモンゴル帝国のルーシ侵入以前に立てられた最後の石造建築で、石の彫刻の多さでは先例がないほどであり、モスクワのクレムリンにおける最初の石造の聖堂のモデルにもなった。1460年代に聖堂の屋根が崩れ、聖堂の壁に飾られていた彫刻の多くも失われたが、屋根は1471年にモスクワ大公国の建築家ヴァシーリー・イェルモリンにより修復されている。
1238年にはユーリエフ・ポリスキーはモンゴル軍により略奪・破壊され、その1世紀ほど後にモスクワ大公国に併合されているが、モンゴル軍により破壊されたまま長らく再建されず、16世紀頃から大天使ミハイル修道院の再建とともに町並みも再建されていった。ユーリエフ・ポリスキーはスーズダリ地方とモスクワとを結ぶ街道沿いの交易拠点として栄えたが、主な産業は農業であった。

## 町の概要と見所
モンゴル襲来以前の建築である聖ゲオルギウス聖堂が町の代表的な見所であるが、後年の修復が多く元来の建築部分は余り残っていない。モスクワ大公国時代の主な建築としては、城壁で囲まれた大天使ミハイル修道院がある。もとは13世紀に開設されたが、17世紀から18世紀にかけて多くの建築が追加されている。ユーリエフ・ポリスキーの郊外のヤフロマ川河畔にはコスミン修道院が建ち、17世紀半ばの典型的な建築様式を残している。
町の周囲には大きな工場は少なく、繊維や食品などの工場が若干見られる程度である。20世紀後半以降、古い聖堂や修道院などの観光が主な産業になっている。

## 姉妹都市
- Hîncești、モルドバ